# العلاقات الإسبانية البوليفية
العلاقات الإسبانية البوليفية هي العلاقات الثنائية التي تجمع بين إسبانيا وبوليفيا.

## مقارنة بين البلدين
هذه مقارنة عامة ومرجعية للدولتين:
| وجه المقارنة                                              | إسبانيا                                                                             | بوليفيا                                          |
| --------------------------------------------------------- | ----------------------------------------------------------------------------------- | ------------------------------------------------ |
| المساحة (كم2)                                             | 505.99 ألف                                                                          | 1.10 مليون                                       |
| عدد السكان (نسمة)                                         | 46.73 مليون                                                                         | 11.05 مليون                                      |
| الكثافة السكانية (ن./كم²)                                 | 92.35                                                                               | 10.05                                            |
| العاصمة                                                   | مدريد                                                                               | سوكري، لاباز                                     |
| اللغة الرسمية                                             | اللغة الإسبانية، اللغة الغاليسية، لغة بشكنشية، اللغة الكتالونية، اللغة الأوكسيتانية | اللغة الإسبانية، اللغة الأيمرية، كتشوا، غوارانية |
| العملة                                                    | يورو، بيزيتا إسبانية                                                                | بوليفاريو بوليفي                                 |
| الناتج المحلي الإجمالي (بليون دولار)                      | 1.31 تريليون                                                                        | 37.51 مليار                                      |
| الناتج المحلي الإجمالي (تعادل القوة الشرائية) بليون دولار | 1.77 تريليون                                                                        | 74.58 مليار                                      |
| الناتج المحلي الإجمالي الاسمي للفرد دولار أمريكي          | 28.16 ألف                                                                           | 3.08 ألف                                         |
| الناتج المحلي الإجمالي للفرد دولار أمريكي                 | 38.00 ألف                                                                           | 6.63 ألف                                         |
| مؤشر التنمية البشرية                                      | 0.876                                                                               | 0.662                                            |
| رمز المكالمات الدولي                                      | +34                                                                                 | +591                                             |
| رمز الإنترنت                                              | .es                                                                                 | .bo                                              |
| المنطقة الزمنية                                           | ت ع م+01:00، ت ع م+02:00                                                            | 00                                               |

## مدن متوأمة
في ما يلي قائمة باتفاقيات التوأمة بين مدن إسبانية وبوليفية:
- ترتبط إشبيلية مع تاريخا، بوليفيا باتفاقية توأمة.
- ترتبط سرقسطة مع لاباز باتفاقية توأمة.
- ترتبط ألمرية مع كوتشابامبا باتفاقية توأمة.
- ترتبط مدريد مع لاباز باتفاقية توأمة منذ 19 يناير 1982.[15][15][16][16]

## منظمات دولية مشتركة
يشترك البلدان في عضوية مجموعة من المنظمات الدولية، منها:
| علم المنظمة | اسم المنظمة                        | تاريخ انضمام إسبانيا | تاريخ انضمام بوليفيا |
| ----------- | ---------------------------------- | -------------------- | -------------------- |
|             | الاتحاد البريدي العالمي            | ?                    | ?                    |
|             | مؤسسة التنمية الدولية              | 18 أكتوبر 1960       | 21 يونيو 1961        |
|             | منظمة حظر الأسلحة الكيميائية       | ?                    | ?                    |
|             | منظمة التجارة العالمية             | ?                    | 12 سبتمبر 1995       |
|             | الأمم المتحدة                      | 14 ديسمبر 1955       | 14 نوفمبر 1945       |
|             | وكالة ضمان الاستثمار متعدد الأطراف | 29 أبريل 1988        | 3 أكتوبر 1991        |
|             | منظمة الشرطة الجنائية الدولية      | ?                    | ?                    |
|             | مؤسسة التمويل الدولية              | 24 مارس 1960         | 20 يوليو 1956        |
|             | الاتحاد الدولي للاتصالات           | 1866                 | 1 يونيو 1907         |
|             | البنك الدولي للإنشاء والتعمير      | 15 سبتمبر 1958       | 27 ديسمبر 1945       |
|             | يونسكو                             | 30 يناير 1953        | 13 نوفمبر 1946       |

## وصلات خارجية
- موقع وزارة الخارجية الإسبانية
- موقع وزارة الخارجية البوليفية